# Nonndorf (Gemeinde Groß Gerungs)
Nonndorf (früher auch Nondorf) ist eine Ortschaft und eine Katastralgemeinde der Stadtgemeinde Groß Gerungs im Bezirk Zwettl in Niederösterreich.

## Geschichte
Laut Adressbuch von Österreich waren im Jahr 1938 in Nonndorf ein Gastwirt, ein Gemischtwarenhändler, ein Schuster, zwei Tischler und mehrere Landwirte ansässig.

## Siedlungsentwicklung
Zum Jahreswechsel 1979/1980 befanden sich in der Katastralgemeinde Nonndorf insgesamt 40 Bauflächen mit 13.021 m² und 6 Gärten auf 606 m², 1989/1990 gab es 39 Bauflächen. 1999/2000 war die Zahl der Bauflächen auf 107 angewachsen und 2009/2010 bestanden 71 Gebäude auf 109 Bauflächen.

## Bodennutzung
Die Katastralgemeinde ist landwirtschaftlich geprägt. 193 Hektar wurden zum Jahreswechsel 1979/1980 landwirtschaftlich genutzt und 123 Hektar waren forstwirtschaftlich geführte Waldflächen. 1999/2000 wurde auf 184 Hektar Landwirtschaft betrieben und 128 Hektar waren als forstwirtschaftlich genutzte Flächen ausgewiesen. Ende 2018 waren 171 Hektar als landwirtschaftliche Flächen genutzt und Forstwirtschaft wurde auf 130 Hektar betrieben. Die durchschnittliche Bodenklimazahl von Nonndorf beträgt 16,9 (Stand 2010).